# Droga wojewódzka 323
Die Droga wojewódzka 323 (DW 323) ist eine 64 Kilometer lange Droga wojewódzka (Woiwodschaftsstraße) in der polnischen Woiwodschaft Großpolen und der Woiwodschaft Niederschlesien, die Leszno mit Lubin verbindet. Die Strecke liegt in der kreisfreien Stadt Leszno, im Powiat Leszczyński, im Powiat Trzebnicki, im Powiat Górowski und im Powiat Lubiński.

## Streckenverlauf
Woiwodschaft Großpolen, Kreisfreie Stadt Leszno
-  Leszno (Lissa, Lissen, Polnisch-Lissa) (S 5, DK 5, DK 12, DW 309, DW 432)

Woiwodschaft Großpolen, Powiat Leszczyński
- Henrykowo

Woiwodschaft Niederschlesien, Powiat Trzebnicki
- Laskowa

Woiwodschaft Niederschlesien, Powiat Górowski
- Chróścina (Kraschen)
- Glinka
- Sławęcice
-  Góra (Guhrau) (DW 324)
- Stara Góra (Alt Guhrau)
- Rogów Górowski
- Osetno (Osten)
- Kietlów
-  Luboszyce (Herrnlauersitz) (DW 330)
- Irządze (Irrsingen)
-  Ciechanów (Züchen) (DW 334)

Woiwodschaft Niederschlesien, Powiat Lubiński
- Radoszyce (Radschütz)
-  Nieszczyce (Nistitz) (DW 292)
-  Brodowice (Brödelwitz) (DW 292)
-  Studzionki (Steudelwitz) (DW 292)
- Gawrony (Groß Gaffron)
- Gwizdanów
- Rudna (Raudten)
-  Rynarcice (Groß Rinnersdorf) (DW 331)
-  Lubin (Lüben) (DK 3, DK 36, DW 335)